# Cléré-du-Bois
Cléré-du-Bois is een gemeente in het Franse departement Indre (regio Centre-Val de Loire) en telt 298 inwoners (2004). De plaats maakt deel uit van het arrondissement Châteauroux.

## Geografie
De oppervlakte van Cléré-du-Bois bedraagt 37,3 km², de bevolkingsdichtheid is 8,0 inwoners per km².
De onderstaande kaart toont de ligging van Cléré-du-Bois met de belangrijkste infrastructuur en aangrenzende gemeenten.

## Demografie
Onderstaande figuur toont het verloop van het inwonertal (bron: INSEE-tellingen).

## Bezienswaardigheden
- l'Église Saint-Pierre